# 印西市立草深小学校
印西市立草深小学校（いんざいしりつ そうふけしょうがっこう）は、千葉県印西市草深にあった公立小学校。

## 概要
2003年（平成15年）3月31日に印西市立原山小学校と印西市立西の原小学校に分割統合され、廃校した。

## 沿革
- 1889年（明治22年）4月 - 船穂村立船穂尋常小学校の武西分校、草深分校設置[4]。
- 1892年（明治25年）10月 - 草深分校独立[4]。
- 2003年（平成15年）3月31日 - 印西市立草深小学校廃校。印西市立原山小学校と印西市立西の原小学校に分割統合[3][3]。